# 7923 Chyba
7923 Chyba è un asteroide della fascia principale. Scoperto nel 1983, presenta un'orbita caratterizzata da un semiasse maggiore pari a 2,8901846 UA e da un'eccentricità di 0,0895698, inclinata di 3,27001° rispetto all'eclittica.